# Frontone

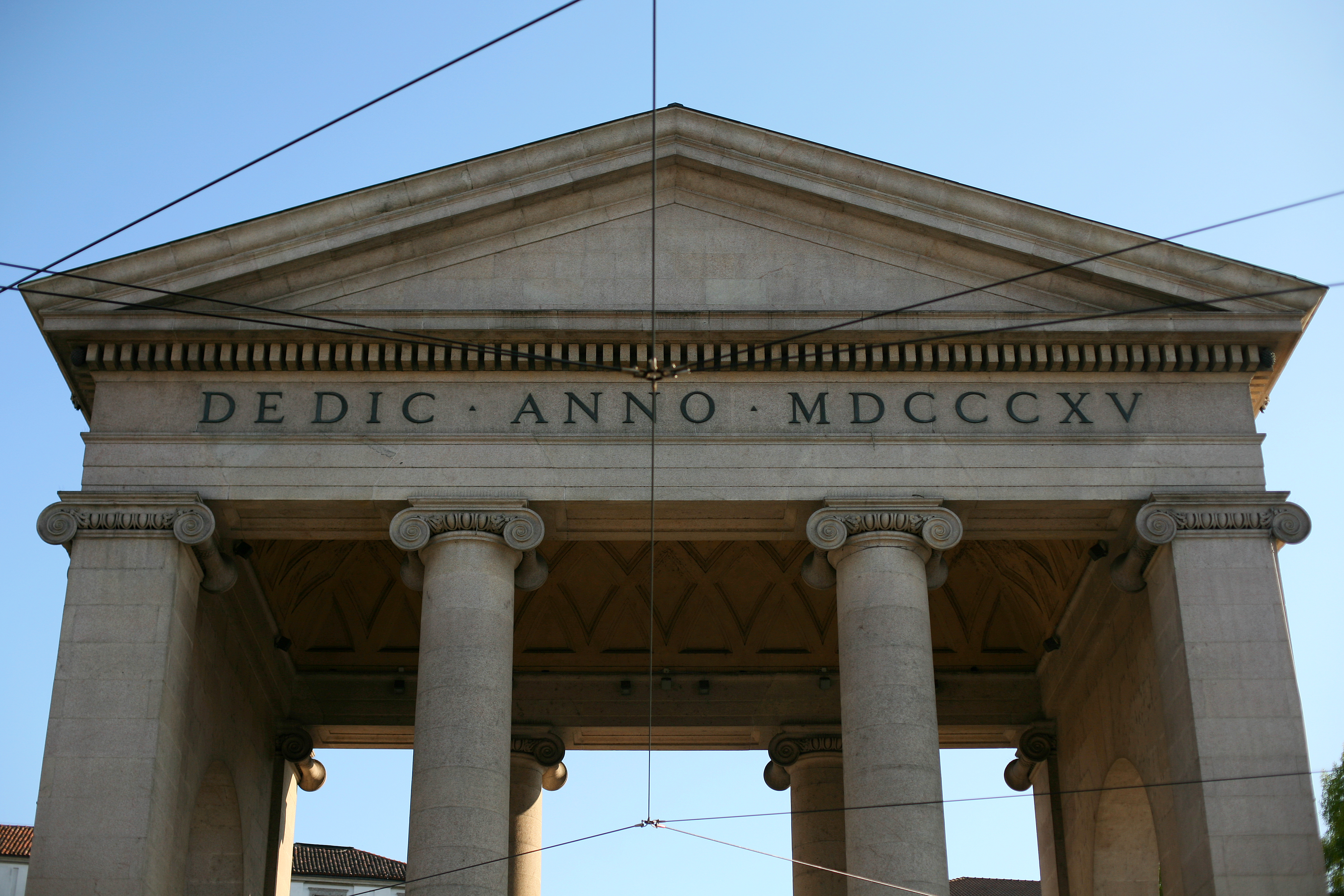
Il frontone di Porta Ticinese a Milano (1815), arch. Luigi Cagnola

Il frontone è un elemento architettonico di forma triangolare posto a coronamento della facciata di un edificio che racchiude il timpano. Ebbe massima diffusione nell'architettura del tempio greco (dal VI secolo a.C.).

## Caratteristiche

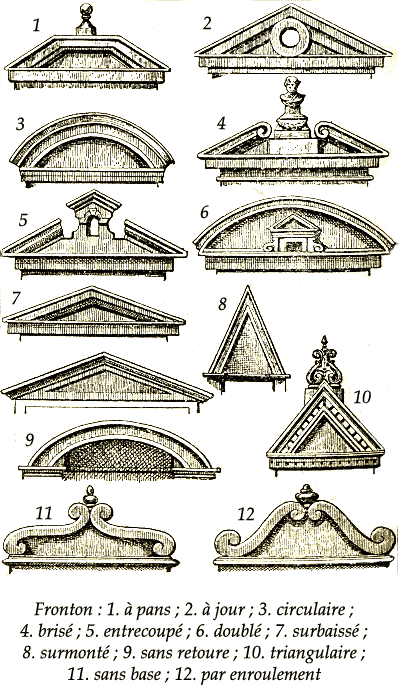
Vari tipi di frontone

Al suo interno (timpano) il frontone poteva essere privo di ornamento o presentare una decorazione scultorea con motivi ispirati alla mitologia: poteva essere raffigurata al centro, in altorilievo, la statua della divinità cui il tempio era dedicato (come ad esempio il Partenone di Atene). Il perimetro era delimitato dalla trabeazione (in basso) e dagli spioventi del tetto. Tale cornice è detta geison.
Con il termine di frontone o timpano nell'architettura moderna si continua a indicare generalmente la sommità di una facciata coperta da tetto a doppio spiovente o il coronamento di una porta, finestra, nicchia o edicola.